# Birrefrigência
Birrefrigência é o termo utilizado para designar o fenômeno ocorrido na aplicação de ondas acústicas sobre um material de propriedades anisotrópicas, o qual a diferença das velocidades de propagação dentro do meio e suas refrações acusam pontos de tensão de compressão e tração no material.
É utilizada como técnica não-destrutiva para detecção de falhas em materiais e peças, por meio de ultrassom, para manutenção preventiva e preditiva de máquinas e ferramentas na indústria. Principalmente metal-mecânica.